# Корсунь-Шевченківський педагогічний коледж імені Т. Г. Шевченка
Корсунь-Шевченківський педагогічний коледж ім. Т. Г. Шевченка Черкаської обласної ради — комунальний заклад вищої освіти І-ІІ рівня акредитації у м. Корсунь-Шевченківський (Черкаська область).

## Історія

### Чоловіча гімназія
На початку ХХ століття земство спорудило головний корпус, щоб розмістити в ньому чоловічу гімназію. Значний внесок у будівництво внесла княгиня Ольга Валеріанівна Лопухіна-Демидова. Вона була справжньою меценаткою й прихильницею поширення освіти в місті Корсуні. Будучи високоосвіченою жінкою (свого часу закінчила Смольний інститут шляхетних дівчат), княгиня була рекомендована Київською єпархією попечителькою навчальних закладів. Саме за її підтримки 1915 року в Корсуні було відкрито чоловічу гімназію, а в 1916-му — жіночу. У стінах цієї будови з 1916 року працювало вище чотирикласне початкове училище, Корсунська вища початкова школа, агротехнічна школа, в 1920–1923 рр. діяли профкурси та курси по ліквідації неписьменності.

### Педагогічні курси
Третього листопада 1923 року в приміщенні колишньої гімназії почали працювати Вищі Корсунські педагогічні курси з трирічним терміном навчання. Так, згідно з наказом Наркомпросу було започатковано майбутній коледж. Саме ця дата вважається днем його народження.

Історичний корпус.

Довоєнні архіви навчального закладу було повністю знищено перед вступом німецьких військ у місто, а тому багато даних про 1920-1930-ті роки втрачено. Проте в обласному архіві, як і в Центральному державному, збереглося кілька матеріалів про роботу Вищих педкурсів.
Корсунські педкурси створені на базі колишніх Кирилівських (нині с. Шевченкове), Богуславських та Звенигородських внаслідок їх злиття.
У документах Наркомпросу УРСР за 1924 рік знаходиться додаток до річного звіту за 1923—1924 н.р. Корсунських Вищих трирічних педагогічних курсів ім. Т. Г. Шевченка. Отже, ім'я Шевченка їм було присвоєно з самого початку роботи.
Першим директором курсів був Сава Іванович Шевченко, який походив із родини Тараса Григоровича і став ініціатором присвоєння закладу імені свого видатного предка. Він прибув до Корсуня з частиною учнів та викладачів з Кирилівських курсів.

### Педагогічний технікум
У 1928 році Вищі педагогічні курси було перейменовано в Корсунський педагогічний технікум, відкрито відділення з підготовки вихователів, 7-місячні курси підготовки вчителів віком 18-45 років. Цікава деталь: з кінця 20-х і у 30-ті роки випускники стали називати себе «капетехівцями».

### Педагогічне училище
В архівах зберігся наказ Комісаріату освіти про відновлення роботи закладу з 1 вересня 1944 року і про реорганізацію його в педагогічне училище. На той час працювало лише шкільне відділення з денною та заочною формами навчання. Першим повоєнним директором лише рік був Мещеряк Костянтин Іванович.
Проте справжнє становлення училища відбулося в 1945-1959 роках, коли директором став Іван Олександрович Костенко.
За його клопотанням в 1957 році було відкрито відділення підготовки вчителів технічної праці та креслення — училище розширювалось, формувався міцний педагогічний колектив, який забезпечував підготовку майбутніх учителів.
Подальше розширення й зміцнення училища припадає на 1960-70-ті роки, коли його очолював Яків Васильович Смілянець (1959—1978 р.р.).
Директор розпочав свою господарську діяльність з упорядкування центрального приміщення — адже воно було поділено на три частини: навчальні кімнати, майстерня, квартира директора. Незабаром усі перегородки було знято, корпус добудовано, збільшивши на вісім кількість навчальних приміщень. У дворі було споруджено майстерню — зараз там столярні цехи.
У цей же час було побудовано гуртожиток № 1 на 205 місць, триповерховий корпус з актовою залою на 400 місць, навчальними кабінетами та майстернями.
У 1976 році розпочато підготовку вчителів обслуговуючої праці, а для цього обладнано нові кабінети.
Після виходу Смілянця Я. В. на пенсію протягом двох з половиною років, колектив училища очолював Лисенко Павло Микитович (1978-1982 рр.), а потім директором було призначено Шульгу Михайла Павловича. За час його роботи (1982-1988 рр.) було повністю введено в експлуатацію гуртожиток № 2 на 240 місць, побудовано студентську їдальню на 160 місць. З 1985 по 1993 рік працювало заочне відділення з підготовки вчителів обслуговуючої праці.
У 1980-х роках було досягнуто своєрідного «піку» чисельності студентського складу училища: разом із заочним відділом число студентів сягало півтори-дві з половиною тисячі.
Через стан здоров'я Шульга М. П. змушений був залишити роботу, і з 1988 по 1990 рік керівником училища була Наталія Семенівна Побірченко.

Новий корпус, збудований 1995 року.

На посту директора в 1990 році її замінив Жежерун Олександр Олександрович, який 23 роки здійснював керівництво закладом. У 1993 році йому було присвоєно звання «Заслужений працівник освіти України».
Незважаючи на досить скрутне становище, в перші роки незалежності, училище зміцнило свою матеріальну базу, докладено чимало зусиль до удосконалення навчально-виховного процесу, поліпшення рівня підготовки спеціалістів. Так у 1995 році було введено в дію триповерховий корпус, в якому розміщено бібліотеку з читальною залою, медпункт і спортивний зал, обладнано три комп'ютерні класи, переоснащено навчальні кабінети, майстерні.
У 1997-2002 рр. запроваджено додаткові спеціальності: «Вчитель англійської мови в початкових класах» та «Вчитель інформатики в початкових класах».
У травні 2013 року директором училища була обрана Семененко Людмила Миколаївна.

### Педагогічний коледж
У 2013 році Черкаською обласною радою заклад реорганізовано в Комунальний вищий навчальний заклад «Корсунь-Шевченківський педагогічний коледж ім. Т. Г. Шевченка Черкаської обласної ради».

## Освітня діяльність
Коледж готує педагогічних фахівців за денною, заочною, очно-заочною формами навчання та екстернатом на базі повної загальної середньої освіти та базової загальної середньої освіти за спеціальностями: «Початкова освіта» та «Середня освіта (Трудове навчання і технології)».

## Відомі випускники
- Гаєвська Лариса Анатоліївна — доктор наук державного управління, професор
- Гедзик Андрій Миколайович — доктор педагогічних наук, професор
- Гибало Іван Михайлович — доктор хімічних наук, професор
- Грись Антоніна Михайлівна — доктор психологічних наук, професор
- Катренко Андрій Миколайович — український іторик, доктор історичних наук
- Костриця Никифор Юхимович — доктор історичних наук, професор
- Кришталь Олександр Пилипович — український зоолог, доктор біологічних наук
- Купрєєв Юрій Олександрович (1989—2022) — солдат Збройних Сил України, учасник російсько-української війни
- Мінченко Сергій Іванович — доктор юридичних наук, професор
- Мороз Олексій Григорович — доктор педагогічних наук, професор, академік АПН України
- Осадчий Іван Григорович — доктор педагогічних наук
- Підоплічко Іван Григорович — український зоолог, палеонтолог, доктор біологічних наук, академік АН УРСР
- Побірченко Наталія Семенівна — доктор педагогічних наук, професор, член-кореспондент Національної академії педагогічних наук України
- Фурман Анатолій Васильович — доктор психологічних наук, професор, академік АН ВШ України
- Ярмоленко Наталія Миколаївна — доктор філологічних наук, професор
- Яценко Тамара Семенівна — доктор психологічних наук, професор, академік НАПН України

## Галерея

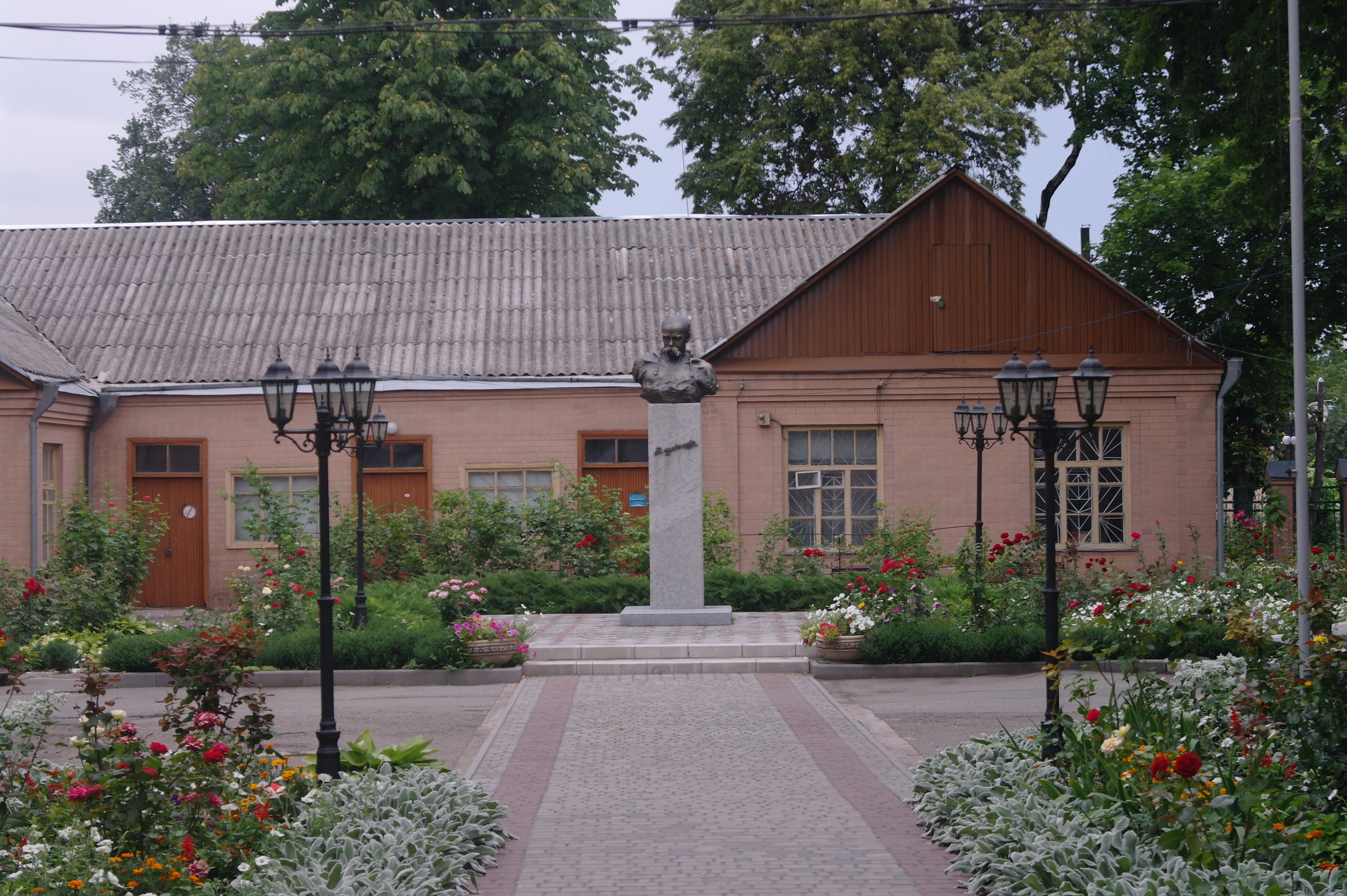
Пам'ятник Т.Г. Шевченку на території коледжу